# Memorie (Margherita di Valois)
Memorie della regina Margherita di Valois (Mémoires de Marguerite de Valois, reine de France et de Navarre) è un'opera autobiografica di Margherita di Valois (1553-1615), regina consorte di Francia e Navarra, pubblicate postume per la prima volta secondo il manoscritto originale nel 1628 da Auger de Mauléon de Granier.
Vent'anni dopo la morte della sovrana, le Memorie vennero acclamate dall'Accademia di Francia come uno dei capolavori della letteratura francese.

## Il libro

### Il contesto
In seguito alla ribellione contro suo fratello Enrico III e suo marito Enrico di Navarra, la regina Margherita di Valois si schierò a fianco della Lega cattolica, nemica di entrambi, ma dopo una serie di vicissitudini, venne catturata e su ordine del fratello, fu relegata al castello di Usson, in Alvernia. Nel castello di Usson, Margherita visse per circa vent'anni: dall'ottobre 1586 al luglio 1605. Inizialmente come prigioniera, in seguito riuscì ad ottenere il controllo della fortezza convincendo il suo carceriere e riuscì a ricreare attorno a sé un vivace salotto culturale.
Con la morte del fratello nel 1589, suo marito ereditò la corona di Francia e Margherita divenne regina di Francia. Nel 1593 i due coniugi che da anni erano in conflitto fra loro ripresero a scriversi, poiché Enrico aveva intenzione di sposarsi nuovamente e cercava il suo aiuto per poter far annullare il loro matrimonio.
Fu in questa situazione che nel 1594, Margherita ricevette da Pierre de Bourdeille detto Brantôme, un panegirico intitolato Discours sur la reine de France et de Navarre. Il panegirico si esprimeva in termini enfatici nei suoi confronti, elogiandone la bellezza e la cultura, ma secondo l'opinione della sovrana l'opera dell'amico conteneva «cinque o sei errori» riguardo alla sua vita, nonché alcuni pettegolezzi calunniosi, che Brantôme aveva involontariamente trascritto.

### La stesura
(Margherita di Valois, Memorie della regina Margherita di Valois, cit., p. 12)
Fu in risposta all'amico e per correggerne gli errori, che la regina decise di scrivere le proprie Memorie, mettendosi all'opera probabilmente agli inizi del 1595. Oltre a ciò, la sovrana voleva lasciare testimonianza di sé e delle ragioni delle sue azioni, visto che l'annullamento delle nozze era ormai prossimo, «riscrivendo la sua vita alla luce non dei suoi fallimenti ma dei valori a cui si era sempre ispirata – il coraggio, la lealtà, la generosità, l'odio per la dissimulazione, la fedeltà alla religione cattolica, [prendendo] la sua rivincita sulla storia» afferma Benedetta Craveri.

## Trama
Il libro percorre la vita della regina dall'infanzia, da circa il 1559 al 1582. La sovrana parlando in prima persona rievoca la storia della sua vita, descrivendo situazioni o raccontando aneddoti a cui assistette. Nelle  Memorie vengono narrati episodi eclatanti della storia francese di fine Cinquecento oppure aneddoti personali: 
- Il grande viaggio attraverso la Francia durante l'infanzia di suo fratello re Carlo IX
- Il matrimonio di Margherita con Enrico di Navarra
- La notte di San Bartolomeo
- I complotti dei Malcontent
- La vita a corte di suo fratello Enrico III di Francia
- Il viaggio diplomatico nelle Fiandre in rivolta per conto dell'amato fratello Francesco d'Alençon
- Gli scontri a corte tra i fratelli Enrico III e Francesco e dei rispettivi favoriti
- Il viaggio verso la Navarra
- La vita al castello di Nérac, sede della corte dei sovrani di Navarra

## Edizioni
- (FR) Mémoires de Marguerite de Valois, reine de France et de Navarre, su google.it.
- Memorie della regina Margherita di Valois, moglie d'Henrico IV il grande, unica edizione italiana, tradotta da Pelopide Varrialira, pubblicata nel 1641.[6] Google libri